# Çağla Büyükakçay
Çağla Büyükakçay (pronunție în turcă [ˈt͡ʃɑjlɑ byjyˈkɑkt͡ʃɑj]; n. 28 septembrie 1989, Adana, Turcia) este o jucătoare profesionistă de tenis din Turcia.
Büyükakçay a câștigat opt titluri la simplu și cincisprezece titluri la dublu în circuitul ITF în toată cariera ei. În septembrie 2016 a atins cea mai bună clasare în clasamentul mondial la simplu, locul 60. Büyükakçay a câștigat primul ei titlu la turneul de la Istanbul. Pe 29 februarie 2016 a atins cea mai înaltă clasare în clasamentul mondial la dublu, locul 111.
Jucând pentru echipa Turciei la Fed Cup, Büyükakçay are un palmares victorii-înfrângeri de 33-24.
Büyükakçay este, de asemenea, cea mai bine clasată jucătoare de tenis de la clubul multisportiv Enkaspor din Istanbul.
Büyükakçay este prima jucătoare de tenis care a reprezentat Turcia la Jocurile Olimpice. Ea a participat la Jocurile Olimpice de la Rio din 2016.

## Cariera

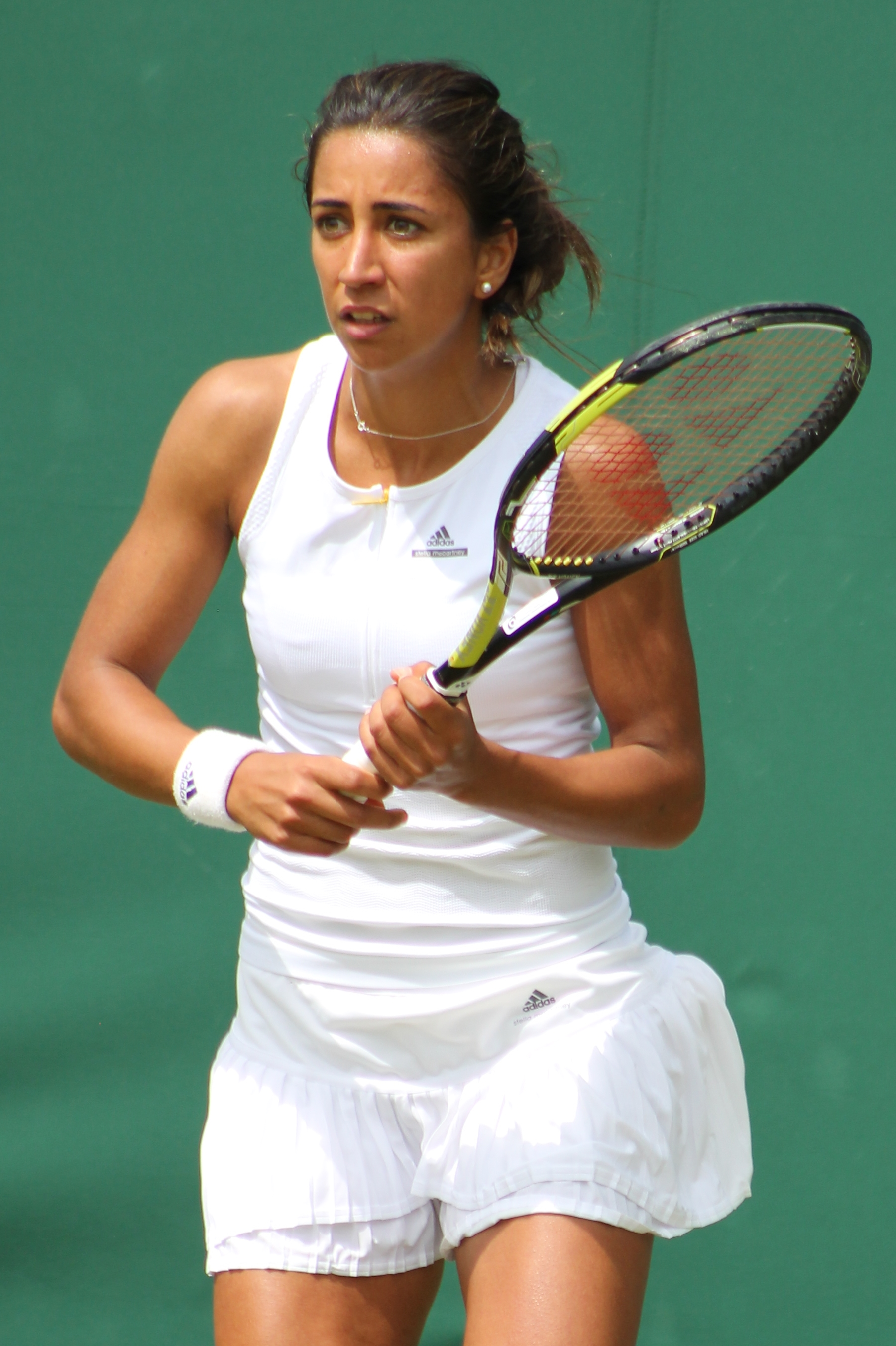
Buyukakcay, 2015

Büyükakçay nu a concurat la multe turnee de juniori, jucând doar la patru competiții înainte de a trece la seniori. După câteva încercări ratate, Büyükakçay a jucat primul ei meci profesionist la un turneu de 10.000 de dolari de la Istanbul în mai 2004. Pierzând în calificări, va mai juca la alte două turnee în sezonul 2004. Ea a câștigat primul ei meci de Fed Cup în 2005, făcând echipă cu Pemra Özgen și învingându-le pe Stephanie Pace și Stephanie Sullivan din Malta. Ea a debutat în circuitul WTA la turneul Istanbul Cup din 2005, dar a fost învinsă de Elena Vesnina în primul meci. Ea a continuat să concureze în turnee de 10.000 și 25.000 de mii de dolari în restul anului.
Büyükakçay a început sezonul 2006 la Ramat HaSharon, dar a fost învinsă acolo în calificări de Katariina Tuohimaa. Ea nu a câștigat niciun meci pe tabloul principal până în aprilie, când a ajuns în al doilea tur al turneului de 10.000 de dolari de la Chennai. Ea a jucat din nou pentru Turcia în Fed Cup, învingând-o în două seturi pe Olfa Dhaoui din Tunisia. Ea a colaborat din nou la dublu cu Pemra Özgen, învingându-le pe Sigurlaug Sigurdardottir și Iris Staub din Islanda. A ajuns simultan în primele ei finale de simplu și dublu la Antalya, pierzând finala de simplu, dar câștigând-o pe cea  de dublu, alături de Alena Baiarciuk. Ea a continuat să joace în circuitul ITF, dar nu a mai atins o altă finală până în septembrie, când a reușit să ajungă în finala de la Istanbul. Büyükakçay a continuat să câștige experiență în sezonul 2007, obținând primul ei titlu la dublu în Istanbul.
În 2008 Büyükakçay a câștigat al doilea ei titlu la simplu în turneul ITF de la Gaziantep. Ea a continuat să joace în turnee ITF de nivel mic și înalt cu un oarecare succes, ajungând în sferturile de finală ale turneului de 50.000 de dolari de la Penza, fiind învinsă de Julia Glushko într-un meci greu cu trei seturi. A încheiat sezonul cu câștigarea titlului de dublu, alături de Lucia Sainz-Pelegri, la Vinaros. Büyükakçay a obținut primul ei titlu la simplu din sezonul 2009 la Istanbul înainte de a se întoarce în oraș, două săptămâni mai târziu. A primit un wildcard la Istanbul Cup, a fost învinsă de cehoaica Lucie Hradecká, deși a câștigat primul set. Nu a mai concurat în niciun alt turneu WTA în restul anului.
Büyükakçay a avut un sezon 2010 foarte bun – a rămas neînvinsă în Fed Cup, câștigând trei meciuri de simplu și pierzând doar patru game-uri. Succesul ei de la Fed Cup a fost continuat în săptămâna următoare cu câștigarea titlului la turneul de 25.000 de dolari de la Harkiv. Ea a câștigat un alt titlu la turneul de 25.000 de dolari de la Valladolid în iulie, înainte de a reveni la Istanbul pentru a juca în Istanbul Cup. A fost învinsă greu în primu tur de Elena Baltacha, dar a intrat în competiția la dublu alături de Pemra Özgen și a ajuns în semifinale. Acesta a fost prima semifinală în circuitul WTA din cariera ei – într-o competiție simplu sau dublu. Ea a intrat apoi în calificările turneului US Open. Deși a pierdut în primul tur de calificări, a fost o realizare majoră din moment ce nici o altă femeie din Turcia nu intrase anterior în calificările unui turneu de Mare Șlem. Ea și-a continuat parcursul și a ajuns într-o altă finală la Esperance, pierzând împotriva lui  Sacha Jones din Noua Zeelandă. Primul ei turneu din 2011a fost  turneul de la Australian Open, câștigand un singur meci de calificare înainte de a pierde la Corinna Dentoni. Ea a început să joace la tot mai multe competiții WTA, dar nu a mai ajuns într-o finală ITF până în iulie, când a pierdut la Garbiñe Muguruza în Caceres. La US Open, a pierdut în turul al doilea de calificări în meciul cu Mandy Minella din Luxemburg. În octombrie, ea a pierdut finala turneului ITF de 25.000 de dolari de la Netanya, fiind învinsă la limită de Dinah Pfizenmaier în trei seturi. Cu toate acestea, ea a câștigat titlul la dublu, alături de Pemra Özgen, obținând al 15-lea titlu la dublu.
În 2012 Büyükakçay a reușit să ajungă în finalele a trei turnee de 25.000 de dolari de la Moscova, Zwevegem și Istanbul, dar le-a pierdut pe fiecare dintre ele împotriva jucătoarelor Margarita Gasparyan, Anastasija Sevastova, și Richèl Hogenkamp. Ea a avut mai mult succes în meciurile de Fed Cup, câștigând trei meciuri de simplu și un meci de dublu pentru Turcia. Büyükakçay a fost aproape să ajungă pe tabloul principal al turneului Australian Open 2013, dar a pierdut în ultimul tur de calificări la Lesia Tsurenko în două seturi. Ea a ajuns în semifinalele turneului de 25.000 de dolari de la Namangan, dar a fost învinsă de Oksana Kalașnikova în trei seturi. La Open-ul francez a trecut de Nastassja Burnett în primul tur de calificări, dar a fost bătută rău în al doilea tur de Arantxa Parra Santonja. Ea a ajuns apoi, în săptămâna următoare, în finala turneului de 25.000 de dolari de la Moscova, fiind învinsă de tânăra Anett Kontaveit din Estonia. Ea și-a păstrat evoluția solidă pentru restul sezonului, obținând titluri la dublu în turneele de la Shrewsbury, Loughborough, Istanbul și Ankara.
Büyükakçay a început timid sezonul 2014 – pierzând în trei seturi la Ashleigh Barty și Kateřina Siniaková în Australia. Deși a ajuns în sferturile de finală ale turneului ITF de 25.000 de dolari de la Sunderland, ea a reușit să câștige un simplu meci în meciul de Fed Cup cu Ungaria. A obținut wildcard-uri la prestigioasele turnee WTA de la Doha și Dubai, dar a fost învinsă în primul tur de Karolína Plíšková și respectiv Zhang Shuai. A început să intre în formă mai bine în aprilie, atunci când ea a câștigat primul ei titlu la simplu după aproape patru ani la turneul ITF de la Edgbaston, învingând-o pe franțuzoaica Pauline Parmentier. O săptămână mai târziu, ea a avansat pentru prima dată în sferturile de finală ale turneului WTA de la Kuala Lumpur, iar la Openul Francez a fost aproape să intre pe tabloul principal, dar a fost învinsă în turul final de calificări de către Aleksandra Wozniak. La Wimbledon, a fost învins în primul tur de calificări și a reușit să câștige un singur meci în întregul sezon pe iarbă.

### 2015

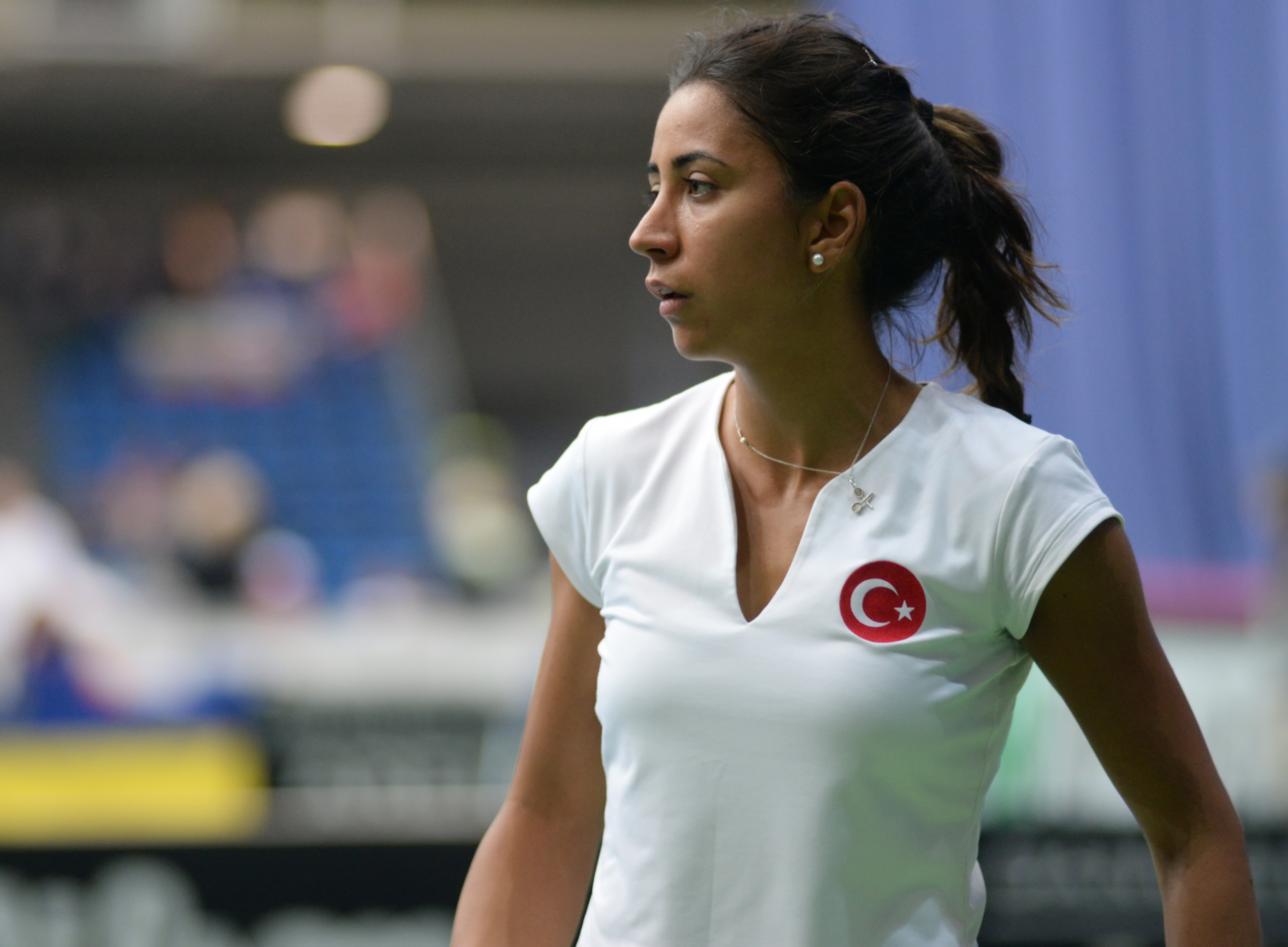
Çağla Büyükakçay la Fed Cup 2015

Büyükakçay a avut un început foarte bun al sezonului 2015. Ea a jucat primul ei turneu al anului la Shenzhen, unde a trecut prin calificări pentru a ajunge pe tabloul principal. Ea a învins-o pe Lara Arruabarrena în primul tur, dar, cu toate acestea, a fost învinsă în al doilea tur de fostul număr 2 mondial, Vera Zvonareva, în două seturi. Büyükakçay a călătorit în Australia, unde a concurat pentru calificarea pe tabloul principal de la Australian Open 2015. Ea a învins-o pe uzbeca Nigina Abduraimova și pe elvețianca Viktorija Golubic, dar a pierdut apoi în două seturi în fața germanei Tatjana Maria în ultimul tur de calificări.
În februarie 2015 Büyükakçay a reprezentat Turcia la Fed Cup, în Grupa 1 Europa/Africa, în care ea a avut cel mai mare succes. Cele mai importante victorii ale ei au fost atunci când le-a învins pe Heather Watson și Elina Svitolina, care se aflau la acel moment în Top 50. Büyükakçay a câștigat toate meciurile de la Fed Cup din 2015. Performanța excelentă a lui Büyükakçay a fost recunoscută atunci când ea a fost nominalizată și a câștigat Fed Cup Heart Award, în care i s-a oferit posibilitatea de a dona 1.000 de dolari pentru o activitate caritabilă aleasă de ea. Büyükakçay a donat 1.000 de dolari către Asociația de sprijinire a vieții civile.

### 2016: Progres și primul titlu WTA
Primele turnee ale lui Büyükakçay au fost Shenzhen Open - unde a pierdut în turul al doilea de calificări la Iaroslava Șvedova - și Australian Open, unde a fost învinsă în primul tur de calificări de către Maria Sakkari. După ce a ajuns în al doilea tur al turneului ITF de la Andrezieux-Boutheon și apoi a pierdut în primul tur de calificări la Campionatele de Tenis din Dubai, Büyükakçay a primit un wildcard la Qatar Open. Ea a învins-o pe Lucie Hradecká și apoi pe capul de serie nr. 7 și deținătoarea titlului Lucie Safarová în două seturi. În al treilea tur, Büyükakçay a pierdut la Roberta Vinci.
Următorul ei turneu a fost BMW Malaysian Open, unde le-a învins pe Laura Siegemund și Kai-Chen Chang înainte de a pierde la viitoarea finalistă Eugenie Bouchard. Ea a jucat apoi la Miami Open, unde a pierdut în primul tur de calificări la Naomi Broady. De asemenea, ea a pierdut în primul tur al turneului ITF de la Osprey. La Volvo Car Open, ea a ajuns în primul tur după ce a trecut de calificări (învingându-le pe Julia Boserup și Ysaline Bonaventure) și a fost învinsă de Danka Kovinic. La Istanbul Cup, ea le-a învins pe Marina Melnikova, Sorana Cârstea, Nao Hibino și Stefanie Vögele în drumul spre primul ei titlu WTA. Apoi și-a luat revanșa în fața lui Kovinic, învingând-o pe muntenegreană în trei seturi și devenind prima femeie din Turcia care a câștigat un titlu WTA.
Înainte de Open-ul francez, Büyükakçay a ajuns în turul al doilea la turneul ITF de la Trnava, pierzând în fața Katerinei Siniakova. La cel de-al doilea turneu de Mare Șlem al anului, ea a intrat ca de calificare (bate Elitsa Kostova, Petra Martic și Klára Koukalová drum) și a devenit prima femeie din Turcia care a câștigat un meci la un turneu de Mare Șlem, învingând-o pe Aliaksandra Sasnovich în trei seturi. A pierdut apoi în fața Anastasiei Pavliucenkova. Ea a început sezonul pe iarbă la Nottingham Open, unde a pierdut la Caroline Wozniacki în primul tur. În următoarele trei turnee, la care a participat, inclusiv turneul de la Wimbledon, a fost eliminată încă de la început.
La Jocurile Olimpice de Vară din 2016 Büyükakçay a jucat cu rusoaica Ekaterina Makarova în primul tur și a pierdut în trei seturi. Büyükakçay a fost prima femeie din Turcia care a concurat la competiția de tenis a Jocurilor Olimpice.

## Finale în circuitul WTA

### Simplu: 1 (1 titlu)
| Legendă                             |
| ----------------------------------- |
| Turnee de Mare Șlem (0–0)           |
| WTA Tour Championships (0–0)        |
| Premier Mandatory & Premier 5 (0–0) |
| Premier (0–0)                       |
| International (1–0)                 |

| Suprafață     |
| ------------- |
| Hard (0–0)    |
| Zgură (1–0)   |
| Iarbă (0–0)   |
| Carpetă (0–0) |

| Rezultat     | Nr. | Dată            | Turneu                         | Suprafață | Adversară     | Scor          |
| ------------ | --- | --------------- | ------------------------------ | --------- | ------------- | ------------- |
| Câștigătoare | 1.  | 24 aprilie 2016 | Istanbul Cup, Istanbul, Turcia | Zgură     | Danka Kovinić | 3-6, 6-2, 6-3 |

### Duble: 2 (2 finale)
| Legendă                                      |
| -------------------------------------------- |
| Turnee de Mare Șlem (0–0)                    |
| WTA Tour Championships (0–0)                 |
| Tier I / Premier Mandatory & Premier 5 (0–0) |
| Tier II / Premier (0–0)                      |
| Tier III, IV & V / International (0–2)       |

| Suprafață     |
| ------------- |
| Hard (0–1)    |
| Iarbă (0–0)   |
| Zgură (0–1)   |
| Carpetă (0–0) |

| Rezultat  | Nr. | Dată          | Turneu                                 | Suprafață | Parteneră       | Adversare                       | Scor                |
| --------- | --- | ------------- | -------------------------------------- | --------- | --------------- | ------------------------------- | ------------------- |
| Finalistă | 1.  | 13 iulie 2014 | BRD Bucharest Open, București, România | Zgură     | Karin Knapp     | Elena Bogdan Alexandra Cadanțu  | 4-6, 6-3, de [5-10] |
| Finalistă | 2.  | 26 iulie 2015 | Istanbul Cup, Istanbul, Turcia         | Hard      | Jelena Janković | Daria Gavrilova Elina Svitolina | 7-5, 1-6, [4-10]    |

## Finale în circuitul ITF

### Simplu: 23 (8-15)
| Legendă                   |
| ------------------------- |
| Turnee de 100.000 $       |
| Turnee de 75.000/80.000 $ |
| Turnee de 50.000/60.000 $ |
| Turnee de 25.000 $        |
| Turnee de 10.000/15.000 $ |

| Rezultat     | Nr. | Dată               | Turneu                       | Suprafață | Adversară               | Scor               |
| Finalistă    | 1.  | 21 mai 2006        | Antalya, Turcia              | Hard      | Anna Gerasimou          | 3–6, 2–6           |
| Finalistă    | 2.  | 3 septembrie 2006  | Istanbul, Turcia             | Hard      | Natalia Orlova          | 1–6, 1–6           |
| Finalistă    | 3.  | 14 aprilie 2007    | Dubai, Emiratele Arabe Unite | Hard      | Marinne Giraud          | 2–6, 2–6           |
| Câștigătoare | 1.  | 3 iunie 2007       | Istanbul, Turcia             | Hard      | Ria Dörnemann           | 6–4, 6–3           |
| Câștigătoare | 2.  | 1 iunie 2008       | Gaziantep, Turcia            | Hard      | Pemra Özgen             | 7–5, 6–4           |
| Câștigătoare | 3.  | 21 iunie 2009      | Istanbul, Turcia             | Hard      | Galina Fokina           | 6–2, 6–3           |
| Câștigătoare | 4.  | 9 mai 2010         | Harkiv, Ucraina              | Hard      | Natalia Orlova          | 6–4, 6–1           |
| Finalistă    | 4.  | 30 mai 2010        | İzmir, Turcia                | Hard      | Tamira Paszek           | 2–6, 3–6           |
| Finalistă    | 5.  | 26 iunie 2010      | Getxo, Spania                | Zgură     | Sílvia Soler Espinosa   | 0–6, 6–2, 1–6      |
| Câștigătoare | 5.  | 11 iulie 2010      | Valladolid, Spania           | Hard      | Zhang Ling              | 7–6(7–2), 6–3      |
| Finalistă    | 6.  | 14 noiembrie 2010  | Esperance, Australia         | Hard      | Sacha Jones             | 1–6, 3–6           |
| Finalistă    | 7.  | 17 iulie 2011      | Caceres, Spania              | Hard      | Garbiñe Muguruza Blanco | 4–6, 3–6           |
| Finalistă    | 8.  | 29 octombrie 2011  | Netanya, Israel              | Hard      | Dinah Pfizenmaier       | 6–7(5–7), 6–4, 1–6 |
| Finalistă    | 9.  | 5 mai 2012         | Moscova, Rusia               | Hard (i)  | Margarita Gasparyan     | 3–6, 6–4, 1–6      |
| Finalistă    | 10. | 15 iulie 2012      | Zwevegem, Belgia             | Hard (i)  | Anastasija Sevastova    | 0–6, 3–6           |
| Finalistă    | 11. | 2 noiembrie 2012   | Istanbul, Turcia             | Hard (i)  | Richèl Hogenkamp        | 4–6, 3–6           |
| Finalistă    | 12. | 1 iunie 2013       | Moscova, Rusia               | Hard (i)  | Anett Kontaveit         | 1–6, 1–6           |
| Finalistă    | 13. | 3 martie 2014      | Preston, Marea Britanie      | Hard (i)  | Kristýna Plíšková       | 3–6, 6–7(4–7)      |
| Câștigătoare | 6.  | 31 martie 2014     | Edgbaston, Marea Britanie    | Hard (i)  | Pauline Parmentier      | 6–4, 2–6, 6–2      |
| Finalistă    | 14. | 27 iulie 2014      | Astana, Kazahstan            | Hard      | Vitalia Diatchenko      | 4–6, 6–3, 2–6      |
| Câștigătoare | 7.  | 12 septembrie 2015 | Batumi, Georgia              | Hard      | Alena Tarasova          | 6-2, 6-0           |
| Câștigătoare | 8.  | 14 noiembrie 2015  | Dubai, Emiratele Arabe Unite | Hard      | Klára Koukalová         | 6–7(4–7), 6–4, 6–4 |
| Finalistă    | 15. | 19 decembrie 2015  | Ankara, Turcia               | Hard (i)  | Ivana Jorović           | 6–7(3–7), 6–3, 2–6 |

### Dublu: 22 (14-8)
| Rezultat     | Nr. | Dată               | Turneu                          | Suprafață | Parteneră           | Adversare                                 | Scor              |
| Câștigătoare | 1.  | 21 mai 2006        | Antalya, Turcia                 | Hard      | Alena Bayarchyk     | Galina Semenova Tatsiana Teterina         | 6–3 7–6(3)        |
| Câștigătoare | 2.  | 2 iunie 2007       | Istanbul, Turcia                | Hard      | Ria Dörnemann       | Maja Kambič Avgusta Tsybysheva            | 6–2 6–4           |
| Câștigătoare | 3.  | 31 mai 2008        | Gaziantep, Turcia               | Hard      | Pemra Özgen         | Volha Duko Ana Jikia                      | 2–0 RET           |
| Câștigătoare | 4.  | 7 iunie 2008       | Izmir, Turcia                   | Hard      | Pemra Özgen         | Emilia Arnaudovska Yuliana Umanets        | 6–2 6–0           |
| Finalistă    | 5.  | 13 septembrie 2008 | Sarajevo, Bosnia și Herțegovina | Zgură     | Julia Glushko       | Alberta Brianti Polona Hercog             | 4–6 5–7           |
| Finalistă    | 6.  | 1 noiembrie 2008   | Istanbul, Turcia                | Hard      | Pemra Özgen         | Melanie Klaffner Sandra Martinović        | 4–6 7–6(5) [6–10] |
| Câștigătoare | 7.  | 6 decembrie 2008   | Vinaros, Spania                 | Zgură     | Lucia Sainz-Pelegri | Yera Campos Molina Leticia Costas-Moreira | 6–4 3–6 [10–7]    |
| Câștigătoare | 8.  | 18 aprilie 2009    | Antalya, Turcia                 | Hard      | Pemra Özgen         | Tetyana Arefyeva Anastasiya Lytovchenko   | 6–4 6–2           |
| Finalistă    | 9.  | 1 mai 2009         | Namangan, Uzbekistan            | Hard      | Pemra Özgen         | Albina Khabibulina Ksenia Ulukan          | 4–6 7–6(6) [5–10] |
| Finalistă    | 10. | 12 iunie 2009      | Qarshi, Uzbekistan              | Hard      | Pemra Özgen         | Kristina Antoniychuk Oksana Kalashnikova  | 7–5 0–6 [6–10]    |
| Finalistă    | 11. | 15 iunie 2009      | Istanbul, Turcia                | Hard      | Pemra Özgen         | Galina Fokina Anna Morgina                | 4–6,6–4 8–10      |
| Câștigătoare | 12. | 17 octombrie 2009  | Antalya, Turcia                 | Zgură     | Albina Khabibulina  | Amanda Carreras Valentina Confalonieri    | 2–6 7–5 [10–7]    |
| Finalistă    | 13. | 30 mai 2010        | Izmir, Turcia                   | Hard      | Pemra Özgen         | Maria Fernanda Alves Tamira Paszek        | 1–6 2–6           |
| Finalistă    | 14. | 18 iulie 2011      | Samsun, Turcia                  | Hard      | Pemra Özgen         | Mihaela Buzărnescu Tadeja Majerič         | 1–6,4–6           |
| Câștigătoare | 15. | 24 octombrie 2011  | Netanya, Israel                 | Hard      | Pemra Özgen         | Nicole Clerico Julia Glushko              | 7–5 6–3           |
| Câștigătoare | 16. | 29 octombrie 2012  | Istanbul, Turcia                | Hard (i)  | Pemra Özgen         | Nigina Abduraimova Ksenia Palkina         | 6–2 6–1           |
| Finalistă    | 17. | 3 iunie 2013       | Agri, Turcia                    | Carpetă   | Pemra Özgen         | Melis Sezer Jasmina Tinjic                | 4–6 6–3 [8–10]    |
| Câștigătoare | 18. | 16 septembrie 2013 | Shrewsbury, Marea Britanie      | Hard (i)  | Pemra Özgen         | Samantha Murray Jade Windley              | 4–6, 6–4, [10–8]  |
| Câștigătoare | 19. | 27 septembrie 2013 | Loughborough, Marea Britanie    | Hard (i)  | Pemra Özgen         | Magda Linette Tereza Smitková             | 6–2, 5–7, [10–6]  |
| Câștigătoare | 20. | 1 noiembrie 2013   | Istanbul, Turcia                | Hard (i)  | Pemra Özgen         | Sofia Shapatava Anastasiya Vasylyeva      | 6–3, 6–2          |
| Câștigătoare | 21. | 20 decembrie 2013  | Ankara, Turcia                  | Hard (i)  | Yuliya Beygelzimer  | Eleni Daniilidou Aleksandra Krunić        | 6–3, 6–3          |
| Câștigătoare | 22. | 14 noiembrie 2015  | Dubai, Emiratele Arabe Unite    | Hard      | Maria Sakkari       | Elise Mertens İpek Soylu                  | 7–6(8–6), 6–4     |

## Fed Cup
Çağla Büyükakçay a debutat pentru echipa de Fed Cup a Turciei în 2004. De atunci, ea are un palmares de 24-15 la simplu și 13-13 la dublu (37-28 la general).

### Simplu (24-15)
| Edition                      | Round | Date             | Against                          | Surface  | Opponent                  | W/L | Result             |
| ---------------------------- | ----- | ---------------- | -------------------------------- | -------- | ------------------------- | --- | ------------------ |
| 2006 Europe/Africa Group III | RR    | 26 April 2006    | Format:FedTunisia                | Clay     | Olfa Dhaoui               | W   | 6-1, 7-5           |
| 2007 Europe/Africa Group III | RR    | 23 April 2007    | Format:FedLiechtenstein          | Hard     | Marina Novak              | W   | 6-4, 6-2           |
| 2007 Europe/Africa Group III | RR    | 25 April 2007    | Format:FedAzerbaijan             | Hard     | Shukufa Abdullayeva       | W   | 6-0, 6-0           |
| 2007 Europe/Africa Group III | RR    | 26 April 2007    | Format:FedMauritius              | Hard     | Astrid Tixier             | W   | 6-2, 6-2           |
| 2008 Europe/Africa Group II  | RR    | 30 January 2008  | Format:FedBosnia and Herzegovina | Hard (I) | Mervana Jugic-Salkic      | L   | 4-6, 5-7           |
| 2008 Europe/Africa Group II  | RR    | 31 January 2008  | Format:FedSouth Africa           | Hard (I) | Tarryn Rudman             | W   | 6-4, 6-3           |
| 2008 Europe/Africa Group II  | RPO   | 2 February 2008  | Format:FedGreece                 | Hard (I) | Eirini Georgatou          | W   | 3-6, 6-4, 6-3      |
| 2009 Europe/Africa Group II  | RR    | 22 April 2009    | Format:FedSouth Africa           | Hard     | Lizaan Du Plessis         | W   | 6-7(7-9), 7-5, 6-4 |
| 2009 Europe/Africa Group II  | RR    | 23 April 2009    | Format:FedGeorgia                | Hard     | Margalita Chakhnashvili   | L   | 5-7, 2-6           |
| 2010 Europe/Africa Group III | RR    | 21 April 2010    | Format:FedEgypt                  | Clay     | Menna El Nagdy            | W   | 6-1, 6-0           |
| 2010 Europe/Africa Group III | RR    | 22 April 2010    | Format:FedMoldova                | Clay     | Julia Helbet              | W   | 6-0, 6-1           |
| 2010 Europe/Africa Group III | PPO   | 24 April 2010    | Format:FedAlgeria                | Clay     | Fatima Zorah Bouabdallah  | W   | 6-1, 6-1           |
| 2011 Europe/Africa Group II  | RR    | 4 May 2011       | Format:FedBosnia and Herzegovina | Clay     | Jasmina Tinjic            | L   | 6-7(3-7), 6-4, 5-7 |
| 2011 Europe/Africa Group II  | RR    | 5 May 2011       | Format:FedArmenia                | Clay     | Ani Amiraghyan            | W   | 6-3, 6-2           |
| 2011 Europe/Africa Group II  | RR    | 6 May 2011       | Format:FedGeorgia                | Clay     | Sofia Shapatava           | L   | 3-6, 2-6           |
| 2011 Europe/Africa Group II  | RPO   | 7 May 2011       | Format:FedMorocco                | Clay     | Fatima El Allami          | W   | 6-2, 6-1           |
| 2012 Europe/Africa Group II  | RR    | 18 April 2012    | Format:FedLatvia                 | Clay     | Diana Marcinkevica        | W   | 6-2, 6-0           |
| 2012 Europe/Africa Group II  | RR    | 19 April 2012    | Format:FedNorway                 | Clay     | Emma Flood                | W   | 6-0, 6-1           |
| 2012 Europe/Africa Group II  | RR    | 20 April 2012    | Format:FedGeorgia                | Clay     | Anna Tatishvili           | L   | 4-6, 2-6           |
| 2012 Europe/Africa Group II  | PPO   | 21 April 2012    | Format:FedSouth Africa           | Clay     | Natalie Grandin           | W   | 2-6, 6-2, 6-4      |
| 2013 Europe/Africa Group I   | RR    | 6 February 2013  | Format:FedIsrael                 | Hard     | Shahar Peer               | L   | 6-1, 1-6, 6-7(3-7) |
| 2013 Europe/Africa Group I   | RR    | 7 February 2013  | Format:FedPoland                 | Hard     | Agnieszka Radwanska       | L   | 1-6, 2-6           |
| 2013 Europe/Africa Group I   | RR    | 8 February 2013  | Format:FedRomania                | Hard     | Sorana Cirstea            | L   | 4-6, 2-6           |
| 2013 Europe/Africa Group I   | RPO   | 9 February 2013  | Format:FedGeorgia                | Hard     | Sofia Shapatava           | L   | 5-7, 3-6           |
| 2014 Europe/Africa Group I   | RR    | 4 February 2014  | Format:FedBelarus                | Hard (I) | Olga Govortsova           | L   | 5-7, 6-3, 6-7(6-8) |
| 2014 Europe/Africa Group I   | RR    | 6 February 2014  | Format:FedBulgaria               | Hard (I) | Elitsa Kostova            | W   | 7-6(7-3), 6-1      |
| 2014 Europe/Africa Group I   | RR    | 7 February 2014  | Format:FedPortugal               | Hard (I) | Michelle Larcher De Brito | L   | 4-6, 2-6           |
| 2015 Europe/Africa Group I   | RR    | 4 February 2015  | Format:FedUkraine                | Hard (I) | Elina Svitolina           | W   | 6-3, 4-6, 6-0      |
| 2015 Europe/Africa Group I   | RR    | 5 February 2015  | Format:FedGreat Britain          | Hard (I) | Heather Watson            | W   | 6-2, 3-6, 7-5      |
| 2015 Europe/Africa Group I   | RR    | 6 February 2015  | Format:FedLiechtenstein          | Hard (I) | Stephanie Vogt            | W   | 6-2, 6-2           |
| 2016 Europe/Africa Group I   | RR    | 3 February 2016  | Format:FedIsrael                 | Hard     | Julia Glushko             | W   | 7-5, 6-3           |
| 2016 Europe/Africa Group I   | RR    | 4 February 2016  | Format:FedCroatia                | Hard     | Ana Konjuh                | W   | 6-3, 2-6, 6-3      |
| 2016 Europe/Africa Group I   | RR    | 5 February 2016  | Format:FedEstonia                | Hard     | Anett Kontaveit           | L   | 6-7(6-8), 4-6      |
| 2016 Europe/Africa Group I   | RPO   | 6 February 2016  | Format:FedSweden                 | Hard     | Rebecca Peterson          | W   | 2-6, 6-4, 6-0      |
| 2017 Europe/Africa Group I   | RR    | 8 February 2017  | Format:FedLatvia                 | Hard (I) | Jelena Ostapenko          | L   | 6-7(4-7), 7-5, 3-6 |
| 2017 Europe/Africa Group I   | RR    | 9 February 2017  | Format:FedPortugal               | Hard (I) | Michelle Larcher De Brito | L   | 1-6, 6-3, 4-6      |
| 2017 Europe/Africa Group I   | RR    | 10 February 2017 | Format:FedGreat Britain          | Hard (I) | Johanna Konta             | L   | 7-5, 4-6, 3-6      |
| 2018 Europe/Africa Group I   | RR    | 7 February 2018  | Format:FedLatvia                 | Hard (I) | Jelena Ostapenko          | W   | 6-2, 3-6, 6-3      |
| 2018 Europe/Africa Group I   | RR    | 8 February 2018  | Format:FedAustria                | Hard (I) | Barbara Haas              | W   | 4-6, 7-6(7-5), 6-4 |

### Dublu (13-13)
| Edition                      | Round          | Date            | Partner       | Against                          | Surface  | Opponents                                 | W/L | Result             |
| ---------------------------- | -------------- | --------------- | ------------- | -------------------------------- | -------- | ----------------------------------------- | --- | ------------------ |
| 2004 Europe/Africa Group III | RR             | 26 April 2004   | Pemra Ozgen   | Format:FedRomania                | Hard     | Gabriela Niculescu Monica Niculescu       | L   | 2-6, 4-6           |
| 2004 Europe/Africa Group III | RR             | 27 April 2004   | Pemra Ozgen   | Format:FedGreat Britain          | Hard     | Elena Baltacha Jane O'Donoghue            | L   | 0-6, 3-6           |
| 2005 Europe/Africa Group III | RR             | 28 April 2005   | Pemra Ozgen   | Format:FedMalta                  | Clay     | Stephanie Pace Stephanie Sullivan         | W   | 6-2, 6-0           |
| 2006 Europe/Africa Group III | RR             | 28 April 2006   | Pemra Ozgen   | Format:FedIceland                | Clay     | Sigurlaug Sigurdardottir Iris Staub       | W   | 6-0, 6-0           |
| 2007 Europe/Africa Group III | RR             | 25 April 2007   | Pemra Ozgen   | Format:FedAzerbaijan             | Hard     | Shukufa Abdullayeva Sevil Aliyeva         | W   | 3-0 retired        |
| 2008 Europe/Africa Group II  | RR             | 30 January 2008 | Pemra Ozgen   | Format:FedBosnia and Herzegovina | Hard (I) | Mervana Jugic-Salkic Sandra Martinovic    | L   | 3-6, 3-6           |
| 2008 Europe/Africa Group II  | RR             | 31 January 2008 | Pemra Ozgen   | Format:FedSouth Africa           | Hard (I) | Kelly Anderson Tarryn Rudman              | L   | 6-7(2-7), 0-6      |
| 2008 Europe/Africa Group II  | RPO            | 2 February 2008 | Pemra Ozgen   | Format:FedGreece                 | Hard (I) | Anna Gerasimou Anna Koumantou             | W   | 6-4, 6-7(6-8), 6-4 |
| 2010 Europe/Africa Group III | RR             | 22 April 2010   | Ipek Senoglu  | Format:FedMoldova                | Clay     | Julia Helbet Alexandra Perper             | W   | 6-3, 6-0           |
| 2011 Europe/Africa Group II  | RR             | 6 May 2011      | Ipek Senoglu  | Format:FedGeorgia                | Clay     | Tatia Mikadze Sofia Shapatava             | L   | 3-2 retired        |
| 2012 Europe/Africa Group II  | RR             | 18 April 2012   | Pemra Ozgen   | Format:FedLatvia                 | Clay     | Liga Dekmeijere Diana Marcinkevica        | W   | 6-3, 6-3           |
| 2013 Europe/Africa Group I   | RR             | 8 February 2013 | Pemra Ozgen   | Format:FedRomania                | Hard     | Sorana Cirstea Raluca Olaru               | W   | 4-2 retired        |
| 2013 Europe/Africa Group I   | RPO            | 9 February 2013 | Pemra Ozgen   | Format:FedGeorgia                | Hard     | Margalita Chakhnashvili Sofia Shapatava   | W   | 7-5, 6-2           |
| 2014 Europe/Africa Group I   | RR             | 4 February 2014 | Pemra Ozgen   | Format:FedBelarus                | Hard (I) | Ilona Kremen Iryna Shymanovich            | L   | 5-7, 1-6           |
| 2014 Europe/Africa Group I   | RR             | 6 February 2014 | Pemra Ozgen   | Format:FedBulgaria               | Hard (I) | Elitsa Kostova Isabella Shinikova         | W   | 5-7, 6-1, 7-5      |
| 2014 Europe/Africa Group I   | RR             | 7 February 2014 | Pemra Ozgen   | Format:FedPortugal               | Hard (I) | Michelle Larcher De Brito Barbara Luz     | L   | 6-2, 3-6, 3-6      |
| 2014 Europe/Africa Group I   | 9th to 12th PO | 9 February 2014 | Ipek Soylu    | Format:FedCroatia                | Hard (I) | Darija Jurak Tereza Mrdeza                | L   | 6-7(4-7), 6-4, 3-6 |
| 2015 Europe/Africa Group I   | RR             | 4 February 2015 | Ipek Soylu    | Format:FedUkraine                | Hard (I) | Olga Savchuk Lesia Tsurenko               | L   | 5-7, 1-6           |
| 2015 Europe/Africa Group I   | RR             | 6 February 2015 | Pemra Ozgen   | Format:FedLiechtenstein          | Hard (I) | Sandra Hinterberger Lynn Zund             | W   | 6-0, 6-0           |
| 2015 Europe/Africa Group I   | 5th to 8th PO  | 7 February 2015 | Ipek Soylu    | Format:FedGeorgia                | Hard (I) | Oksana Kalashnikova Sofia Shapatava       | W   | 4-6, 6-4, 6-4      |
| 2016 Europe/Africa Group I   | RR             | 3 February 2016 | Basak Eraydin | Format:FedIsrael                 | Hard     | Julia Glushko Shahar Peer                 | L   | 7-5, 5-7, 4-6      |
| 2016 Europe/Africa Group I   | RR             | 4 February 2016 | Pemra Ozgen   | Format:FedCroatia                | Hard     | Darija Jurak Ana Konjuh                   | L   | 5-7, 3-6           |
| 2016 Europe/Africa Group I   | RR             | 5 February 2016 | Ipek Soylu    | Format:FedEstonia                | Hard     | Anett Kontaveit Maileen Nuudi             | L   | 4-6, 2-6           |
| 2017 Europe/Africa Group I   | RR             | 8 February 2017 | Ipek Soylu    | Format:FedLatvia                 | Hard (I) | Diana Marcinkevica Jelena Ostapenko       | L   | 3-6, 4-6           |
| 2017 Europe/Africa Group I   | RR             | 9 February 2017 | Ipek Soylu    | Format:FedPortugal               | Hard (I) | Francisca Jorge Michelle Larcher De Brito | W   | 6-7(3-7), 6-3, 6-2 |
| 2018 Europe/Africa Group I   | RR             | 8 February 2018 | Ayla Aksu     | Format:FedAustria                | Hard (I) | Julia Grabher Barbara Haas                | W   | 6-2, 7-6(7-5)      |

- RR = Round Robin
- PPO = Promoționale Play-off
- RPO = Retrogradare în Play-off
- PO = Play-off

## Statistici ale performanțelor la competițiile de simplu
| Turnee de Mare Șlem         |     |     |     |     |     |     |     |     |     |     |
| Australian Open             | A   | Q2  | Q1  | Q3  | Q1  | Q3  | Q1  | 1R  | Q1  | 0–1 |
| French Open                 | A   | Q1  | A   | Q2  | Q3  | Q1  | 2R  | 2R  | 2–2 |     |
| Wimbledon                   | A   | Q1  | Q1  | Q2  | Q1  | Q1  | 1R  | Q2  | 0–1 |     |
| US Open                     | Q1  | Q2  | Q2  | Q2  | Q2  | Q1  | 2R  | Q2  | 1–1 |     |
| Victorii–Înfrângeri         | 0–0 | 0–0 | 0–0 | 0–0 | 0–0 | 0–0 | 2–3 | 1–2 | 0–0 | 3–5 |
| Poziția la sfârșitul anului | 192 | 197 | 186 | 149 | 141 | 158 | 83  | 158 |     |     |

## Victorii împotriva jucătoarelor din Top 10
| #    | Jucătoare        | Poziție | Competiție                | Suprafață | Tur          | Scor          | Poziție CB |
| ---- | ---------------- | ------- | ------------------------- | --------- | ------------ | ------------- | ---------- |
| 2018 |                  |         |                           |           |              |               |            |
| 1.   | Jeļena Ostapenko | Nr. 6   | Fed Cup, Tallinn, Estonia | Hard (i)  | Zone Group 1 | 6-2, 3-6, 6-3 | Nr. 161    |